# دبوسي شاطئي
دبوسي شاطئي (الاسم العلمي: Claviceps litoralis) هو نوع من الفطريات يتبع جنس الدبوسي من الفصيلة الدبوسية.